# Unione Sportiva Poggibonsi 1988-1989
Questa voce raccoglie le informazioni riguardanti l'Unione Sportiva Poggibonsi nelle competizioni ufficiali della stagione 1988-1989.

## Rosa
| N. |                   | Ruolo | Calciatore          |  |
| -- | ----------------- | ----- | ------------------- |  |
|    | Italia (bandiera) | A     | Luca Biagiotti      |  |
|    | Italia (bandiera) | D     | David Cei           |  |
|    | Italia (bandiera) | C     | Massimo Cocciari    |  |
|    | Italia (bandiera) | P     | Graziano De Luca    |  |
|    | Italia (bandiera) | A     | Claudio Di Prete    |  |
|    | Italia (bandiera) | A     | Umberto Formoso     |  |
|    | Italia (bandiera) | D     | Stefano Frescucci   |  |
|    | Italia (bandiera) | A     | Salvatore Fusci     |  |
|    | Italia (bandiera) | P     | Giambattista Ghezzi |  |
|    | Italia (bandiera) | C     | Riccardo Giangio    |  |

| N. |                   | Ruolo | Calciatore           |
| -- | ----------------- | ----- | -------------------- |
|    | Italia (bandiera) | D     | Riccardo Giannone    |
|    | Italia (bandiera) | A     | Giovanni Macera      |
|    | Italia (bandiera) | C     | Roberto Maffei       |
|    | Italia (bandiera) | C     | Lamberto Magrini     |
|    | Italia (bandiera) | C     | Riccardo Malusci (I) |
|    | Italia (bandiera) | A     | Andrea Pistella      |
|    | Italia (bandiera) | C     | Marco Radi           |
|    | Italia (bandiera) | D     | Alessandro Signorini |
|    | Italia (bandiera) | D     | Luca Tonin           |